# Medalha do Mérito Mauá
A Medalha do Mérito Mauá  foi criada pelo Decreto no 55.475, de 7 de janeiro de 1965 e restabelecida pelo Decreto no 3.047, de 6 de maio de 1999.
É uma condecoração criada para laurear todos aqueles que, de forma determinante, tenham contribuído para o desenvolvimento e progresso do Setor Transporte.

## Qualidades de outorga

### Serviços Relevantes
Medalha de alto mérito, conferida a pessoas físicas ou jurídicas, civis ou militares, nacionais ou estrangeiras, que hajam trabalhado de modo superior à natural expectativa para a expansão e o aperfeiçoamento dos transportes no Brasil;

### Cruz de Mauá
Medalha de alto mérito, conferida a pessoas físicas ou jurídicas, civis ou militares, nacionais ou estrangeiras, que hajam participado com valiosa cooperação para a concretização dos objetivos previstos nos planos e programas de trabalho do Setor Transporte e àqueles que, pelo profundo conhecimento de técnicas próprias de suas atividades, hajam apresentado contribuição efetiva à elevação do nível de eficiência do serviço.